# Cordyla
Cordyla é um género botânico pertencente à família Fabaceae.

## Espécies
- Cordyla haraka
- Cordyla madagascariensis
- Cordyla richardii
- Cordyla somalensis

1. ↑  «Cordyla — World Flora Online». www.worldfloraonline.org. Consultado em 19 de agosto de 2020